# Acanthus seretii
Acanthus seretii là một loài thực vật có hoa trong họ Ô rô. Loài này được De Wild. mô tả khoa học đầu tiên năm 1910.